# خودشناسی

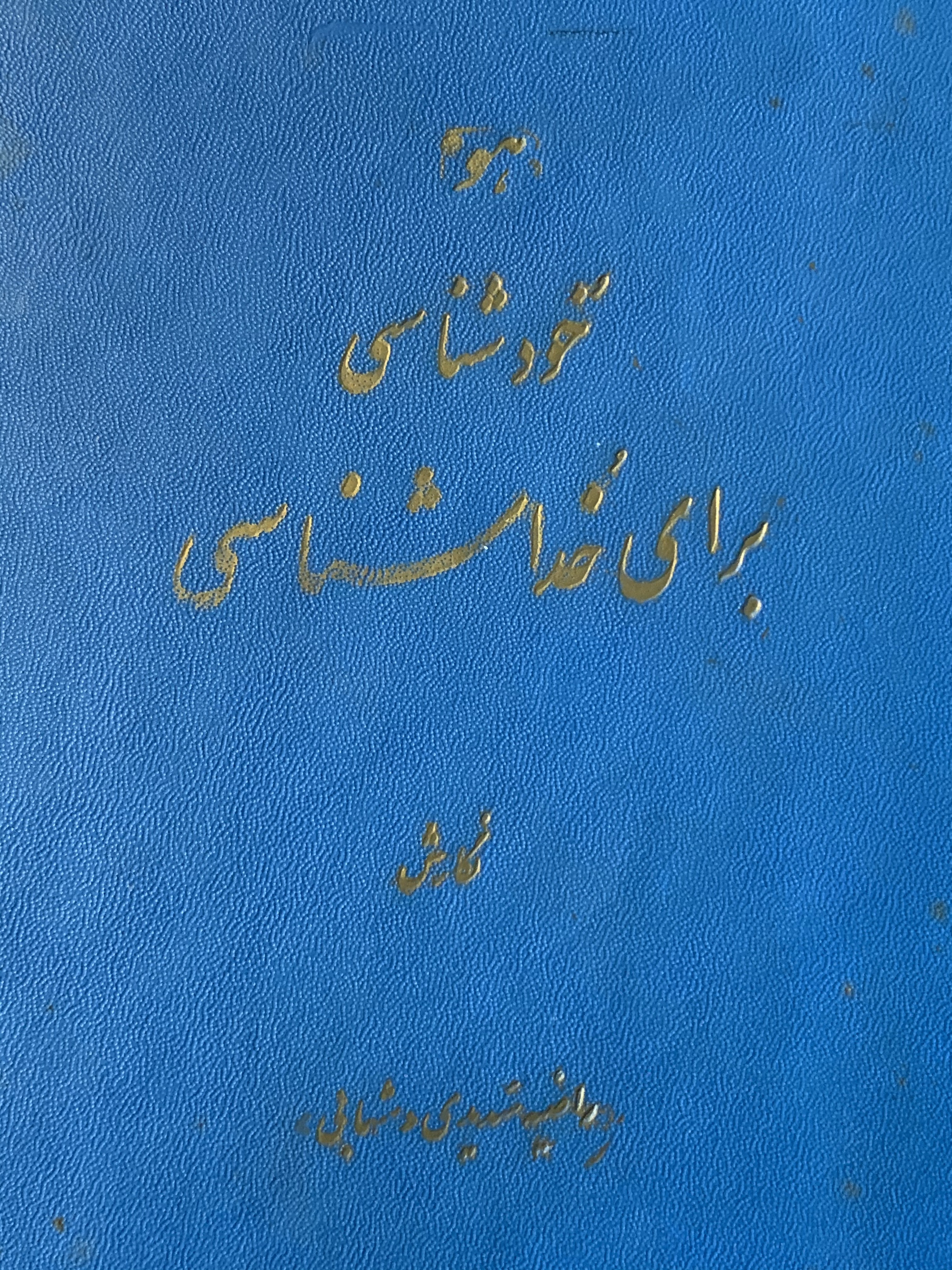
خودشناسی

خودشناسی (به انگلیسی: Self-knowledge) اصطلاحی در روان‌شناسی است که برای توصیف اطلاعات فردی و دانش فردی او در مورد خودش استفاده می‌شود.
خودشناسی مرتبط با خوداندیشی، فکر کردن در مورد خود و انتقاد از خود یا حتی پرسشگری انتقاد و قضاوت از تفکر خود محسوب می‌شود. 
خودشناسی مهارت اساسی انسان در بررسی فلسفه است.